# 红旗农场 (岳塘区)
红旗农场是中华人民共和国湖南省湘潭市岳塘区下辖的一个类似乡级单位。

## 行政区划
下辖以下地区：
红旗社区、宝塔社区和盘龙社区。